# Nicolás Pulido
Nicolás Pulido est l'une des trois paroisses civiles de la municipalité de Antonio José de Sucre dans l'État de Barinas au Venezuela. Sa capitale est Chameta. En 2018, sa population s'élève à 9 935 habitants.

## Géographie

### Démographie
Hormis sa capitale Chameta, la paroisse civile possède plusieurs localités dont :
- Chameta
- Mirimiri